# Philisidae
Philisidae Sigé, 1985 è una famiglia estinta di pipistrelli appartenenti al sottordine Microchiroptera che vivevano tra l'Eocene e il tardo Miocene nel continente africano.

## Tassonomia
La famiglia comprendeva i seguenti generi noti:
- † Dizzya Sigé, 1991
- † Philisis Sigé, 1985 (genere tipo)
- † Scotophilisis Horáček, Fejfar & Hulva, 2006
- † Vampyravus Schlosser, 1910
- † Witwatia Gunnell et al., 2008